# Николаевка (Свердловская область)
Николаевка — упразднённая в августе 1996 года деревня в Талицком районе Свердловской области, Россия. В настоящее время урочище.

## Географическое положение
Деревня Николаевка муниципального образования «Талицкий городской округ» Свердловской области находилась в северной части района, на расстоянии 1,5 километров на юго-восток от села Завьяловское, на реке Черемшанка (верховья реки Кобылья, другое название Квасная), недалеко от места впадения её в реку Юрмыч.

## История
Упразднена 7 августа 1996 года.